# Ron Stretton
Ron Stretton, właśc. Ronald Charles Stretton (ur. 13 lutego 1930 w Epsom, zm. 12 listopada 2012 w Toronto) – brytyjski kolarz torowy, brązowy medalista olimpijski.

## Kariera
Największy sukces w karierze Ron Stretton osiągnął w 1952 roku, kiedy wspólnie z Donem Burgessem, Alanem Newtonem i George’em Newberrym zdobył brązowy medal w drużynowym wyścigu na dochodzenie podczas igrzysk olimpijskich w Helsinkach. Był to jedyny medal wywalczony przez Strettona na międzynarodowej imprezie tej rangi oraz jego jedyny start olimpijski. W wyścigu o trzecie miejsce reprezentanci Wielkiej Brytanii pokonali Francuzów. Nigdy nie zdobył medalu na torowych mistrzostwach świata.